# Araszki
Araszki (biał. Арашкі; ros. Орешки, Orieszki) – wieś na Białorusi, w obwodzie witebskim, w rejonie orszańskim, w sielsowiecie Arechausk.